# Biurowiec Zakładów Energetycznych Okręgu Wschodniego w Radomiu
Biurowiec Zakładów Energetycznych Okręgu Wschodniego w Radomiu – socrealistyczny biurowiec z lat 50. XX w., położony w Radomiu na rogu ul. Żeromskiego i ul. 25 Czerwca.
Budynek w stylu socrealistycznym, projektu S. Bieńkowskiego, został wybudowany w latach 1950–1958 dla Zakładów Energetycznych Okręgu Wschodniego w Radomiu. Zjednoczenie Energetyczne Okręgu Wschodniego w Radomiu powstało w 1952 i obejmowało zasięgiem obszar trzech dużych ówczesnych województw: kieleckiego, lubelskiego i rzeszowskiego. Biurowiec składa się z pięciu kondygnacji o zróżnicowanej bryle, zwieńczonych attyką. Jest czołowym przykładem architektury socrealistycznej w Radomiu.
Budynek wpisany jest do rejestru zabytków Narodowego Instytutu Dziedzictwa pod numerem 325/A/85 z 6.11.1985.